# UNESCOs Verdensarvsliste (Afrika)
UNESCOs Verdensarvsliste er en liste med bygninger, monumenter og naturområder i alle fem verdensdele, som UNESCO har udpeget som værende en del af verdens kulturelle arv. Listen omfatter pr. juli 2018 1092 steder, heraf 845 kulturel arv, 209 naturarv og 38 blandede. 54 steder er på listen over Verdensarvsområder i fare

## Algeriet
- Al Qal'a i Beni Hammad
- Kasbahen i Algier
- Djémila
- M'Zab dalen
- Tassili n'Ajjer
- Timgad
- Tipasa

## Angola
- M'Banza Kongo[2]

## Benin
- De Kongelige paladser i Abomey
- W nationalpark (transnational  Niger, Benin og Burkina Faso)

## Botswana
- Tsodilo
- Okavangodeltaet

## Burkina Faso
- Loropéni-ruinerne – fæstning fra Trans-Sahara-handelen
- W nationalpark (transnational  Niger, Benin og Burkina Faso)
- Gamle jernudvindingssteder i Burkina Faso (en)[3]

## Cameroun
- Dja faunareservat
- Sangha Trinational  nationalparkgruppe af tre nationalparker; sammen med Centralafrikanske Republik og Republikken Congo

## Centralafrikanske Republik
- Manovo-Gounda St. Floris nationalpark
- Sangha Trinational nationalpark gruppe af tre nationalparker; sammen med Cameroun og Congo

## Demokratiske Republik Congo
- Garamba nationalpark
- Kahuzi-Biega nationalpark
- Okapi Wildlife Reserve
- Salonga nationalpark gruppe af tre nationalparker; sammen med Centralafrikanske Republik og Cameroun
- Virunga nationalpark

## Egypten
- Abu Mena
- Det gamle Theben med dets Necropolis
- Islamisk Cairo
- Memphis med dens nekropol - pyramidefelterne fra Giza til Dahshur
- Nubiske monumenter fra Abu Simbel til Philae
- Sankt Katharinas Kloster
- Wadi Al-Hitan Whale dalen

## Elfenbenskysten
- Comoé nationalpark
- Taï nationalpark
- Grand-Bassam
- Mount Nimba Strict naturreservat transnationalt  med Guinea
- Sudano-Sahelisk arkitektur i den nordlige del af landet[4]

## Eritrea
- Asmara en modernistisk by i Afrika

## Etiopien
- Aksum
- Fasil Ghebbi, Gondar regionen
- Dalen i Awashflodens nedre løb
- Dalen i Omoflodens nedre løb
- Det gamle centrum og muren omkring byen Harar
- Klippekirkerne i Lalibela
- Konsos kulturlandskab
- Semienbjergene nationalpark
- Tiya

## Gabon
- Lopé-Okanda nationalpark, klippekunst, kulturlandskab, geologi

## Gambia
- James Island og relaterede steder
- Senegambiske stencirkler – også i Senegal

## Ghana
- Traditionelle ashantibygninger – minder efter tidligere statsdannelse i Ashanti
- Fort og slotte ved Volta, Accra, Central og Western regionerne.

## Guinea
- Mount Nimba Strict naturreservat transnationalt  med Elfenbenskysten

## Kap Verde
- Cidade Velha

## Kenya
- Lake Turkana nationalparker
- Den gamle by i Lamu
- Mount Kenya nationalpark
- Mijikendafolkenes hellige skove – kulturlandskab, hellige skove
- Fort Jesus – kystfort fra 1593 ud for Mombasa
- Søerne i Riftdalen – økosystem med æstetiske kvaliteter
- Thimlich Ohinga (en) arkæologisk område [5]

## Libyen
- Kyrene oldtidsby
- Leptis Magna
- Sabratha
- Den gamle by i Ghadames
- Klippekunst i Tadrart Acacus

## Madagaskar
- Kongebakken i Ambohimanga
- Tsingy de Bemaraha Strict naturreservat
- Atsinananas regnskove – biotopbeskyttelse

## Malawi
- Chongoniområdets klippekunst
- Malawisøen nationalpark

## Mali
- Bandiagara-klippen ( Dogonlandet)
- Den gamle by i Djenné
- Timbuktu
- Askias grav

## Marokko
- Volubilis
- Den historiske by Meknes
- Ksar i Ait-Ben-Haddou
- Medinaen i Essaouira (tidligere Mogador)
- Medinaen i Fez
- Medinaen i Marrakech
- Medinaen i Tétouan (tidligere Titawin)
- Den portugisiske by Mazagan (El Jadida)
- Rabat

## Mauretanien
- Traditionel arkitektur i de gamle Ksourer i Ouadane, Chinguetti, Tichitt og Oualata
- Banc d'Arguin nationalpark

## Mozambique
- Mozambiqueøen

## Namibia
- Twyfelfontein
- Namibørkenen

## Niger
- Aïrbjergene og Ténéré Naturreservaterne
- W nationalpark (transnational  Niger, Benin og Burkina Faso)
- Det historiske centrum i Agadez

## Nigeria
- Sukur kulturelle landskab
- Osun-Osogbo hellige hule

## Republikken Congo
- Sangha Trinational  nationalparkgruppe af tre nationalparker; sammen med Centralafrikanske Republik og Cameroun

## Senegal
- Djoudj fuglereservat
- Øen Gorée
- Øen Saint-Louis
- Niokolo-Koba Nationalpark
- Senegambiske stencirkler – også i Gambia
- Saloum Delta Nationalpark
- Bassarifolkets, Bedikfolkets og Fulafolkets kulturlandskab

## Seychellerne
- Aldabra atollen
- Vallée de Mai naturreservat

## Sydafrika
- Fundsteder for fossile hominider ved Sterkfontein, Swartkrans, Kromdraai og deres omgivelser.
- iSimangaliso vådområde (tidligere Greater St. Lucia Wetland Park)
- Robben Island
- Drakensberg parken
- Mapungubwe kulturelle landskab
- Cape Floral Regionens beskyttede områder
- Vredefort-krateret
- Richtersveld – beskyttet landskab med endemisk flora
- Barberton Makhonjwabjergene (en) [6]
- ǂKhomani kulturlandskab [7]

## Sudan
- Gebel Barkal og flere anlæg i Napataregionen – ruiner efter oldtidsrige
- Kulturminderne på Meroëøen – ruiner efter oldtidsrige
- Sanganeb Marine Nationalpark og Dungonab Bay – Mukkawar Island Marine Nationalpark [8]

## Tanzania
- Kilimanjaro nationalpark
- Ngorongoro Conservation Area
- Ruinerne af Kilwa Kisiwani og ruinerne af Songo Mnara
- Selous vildtreservat
- Serengeti nationalpark
- Stone Town, Zanzibar
- Kondoa Irangi hulemalerierne

## Tchad
- Indsøerne Ounianga
- Ennedimassivet

## Togo
- Koutammakou, Batammariba-landet

## Tunesien
- Amfiteatret i El Djem
- Dougga/Thugga
- Ichkeul nationalpark
- Kairouan
- Medinaen i Sousse
- Medinaen i Tunis
- Den puniske by Kerkouane og dets necropolis
- Kartago

## Uganda
- Bwindi Impenetrable nationalpark
- Ruwenzori Mountains nationalpark
- Bugandakongernes grave ved Kasubi

## Zambia
- Victoria Falls

## Zimbabwe
- Great Zimbabwe
- Khami ruinerne
- Mana Pools National Park, Sapi og Chewore safariområder
- Mosi-oa-Tunya/Victoria Falls
- Matobo Hills

## Eksterne links
- UNESCO World Heritage – officiel website
- UNESCO – officiel liste over verdensarvsområderne